# Wales (South Yorkshire)
Wales è un paese di 6.000 abitanti della contea del South Yorkshire, in Inghilterra.